# Euerdorf
Euerdorf è un comune tedesco di 1 609 abitanti, situato nel land della Baviera.
È bagnato dalla Saale di Franconia, un affluente del Meno.